# Rosario Maddaloni
Rosario Maddaloni (* 2. August 1988) ist ein italienischer Badmintonspieler. 

## Karriere
Rosario Maddaloni gewann in Italien vier nationale Juniorentitel, ehe er 2007 erstmals bei den Meisterschaften der Erwachsenen erfolgreich war. 2010 folgte ein weiterer nationaler Titelgewinn. 2010 gewann er auch zwei Titel bei den Fiji International.

## Sportliche Erfolge
| Saison | Veranstaltung                               | Disziplin    | Platz | Name                                |
| ------ | ------------------------------------------- | ------------ | ----- | ----------------------------------- |
| 2003   | Italien: Einzelmeisterschaften der Junioren | Herrendoppel | 1     | Luigi Iacomino / Rosario Maddaloni  |
| 2004   | Italien: Einzelmeisterschaften der Junioren | Mixed        | 1     | Rosario Maddaloni / Thaira Mengani  |
| 2004   | Italien: Einzelmeisterschaften der Junioren | Herrendoppel | 1     | Mirko Marzola / Rosario Maddaloni   |
| 2005   | Italien: Einzelmeisterschaften der Junioren | Mixed        | 1     | Rosario Maddaloni / Thaira Mengani  |
| 2007   | Italien: Einzelmeisterschaften              | Herrendoppel | 1     | Enrico Galeani / Rosario Maddaloni  |
| 2010   | Italien: Einzelmeisterschaften              | Herreneinzel | 1     | Rosario Maddaloni                   |
| 2010   | Fiji International                          | Herrendoppel | 1     | Giovanni Traina / Rosario Maddaloni |
| 2010   | Fiji International                          | Herreneinzel | 1     | Rosario Maddaloni                   |
| 2011   | Bangladesh International                    | Herreneinzel | 2     | Rosario Maddaloni                   |
| 2013   | Carebaco-Meisterschaft                      | Herreneinzel | 1     | Rosario Maddaloni                   |
| 2014   | Puerto Rico International                   | Herrendoppel | 1     | Giovanni Greco / Rosario Maddaloni  |